# Valborg Hjort
Valborg Sofie Hjorth (født 8. oktober 1884 i Rønne, død 4. juni 1970) var en dansk sygeplejerske, der udførte exceptionelt arbejde under 1. verdenskrig og den Spanske Syge. Valborgh Hjorth var datter af keramikeren Lauritz Hjorth, der ejede L. Hjorth's Terracottafabrik i Krystalgade i Rønne på Bornholm. 

## Hjælpearbejde før og under 1. Verdenskrig
I februar 1909 flyttede Valborg Hjorth til Næstved for at uddanne sig som sygeplejerske. Vi kender ikke hendes bevæggrunde, men det at uddanne sig til sygeplejerske var på det tidspunkt en stor beslutning. For i modsætning til i dag fraskrev en kvinde, der traf det valg, sig også muligheden for at gifte sig og stifte familie. Det befalede loven simpelthen. 
I de følgende to år blev Valborg udlært som sygeplejerske. På det tidspunkt havde hun allerede planer om at rejse til Bruxelles og få ansættelse på en privat klinik der. Hun rejste ikke bare ud for at gøre en forskel. Hun ville opleve noget, samtidig med, at hun øvede sin gerning som sygeplejerske.
Gennem sit liv havde Valborg Hjorth arbejde mange steder som sygeplejerske. Under 1. Balkankrig i 1912 arbejdede hun i Tyrkiet, og i begyndelsen af 1. Verdenskrig var hun i 1915 i Belgien. I 1916 arbejdede hun på et dansk hospital i Sankt Petersborg i Rusland og kom siden til Estland. I 1917-1918 arbejdede hun i Horserød lazaretlejr i Danmark, hvor hun passede soldater. Hen mod krigens slutning kom 300-400 franske fanger til lejren. De var blevet ramt af gasangreb og var slemt tilskadekomne; mange var blinde, havde mistet øjne eller øjenlåg.  
Samtidig med dette var Danmark ramt af den Spanske Syge, og både patienter og personale i lazaretlejren blev ramt. Valborg Hjorth var blandt de få, der ikke blev smittet med sygdommen. Hun sendte bud efter mere personale fra bureauer i København, men da flere af disse blev ramt af sygdommen kort efter ankomst til lejren holdt man snart op med at sende flere til lejren. Derfor måtte Hjort sammen med nogle få kolleger stå for plejen af både patienter og personale.  
Valborg Hjorth var en viljestærk og kompetent ung kvinde, der dels fulgte sit kald som sygeplejerske, dels berigede sit liv med oplevelser, som hun fastholdt i sine breve og sit erindringsmanuskript. 
Under sit ophold i Belgien skrev hun hjem til familien: 
| „ | ”Tiden, der nu fulgte, står for mig som en stadig roterende karrusel. Hårdt sårede blev bragt ind nat og dag, og operationer foretoges hele døgnet rundt - kun med de nødvendige pauser til at få salen gjort ren. | “ |

| „ | ..og der var næppe tid til at sove eller spise. Gangen var til stadighed fyldt med sårede på bårerne, stønnende, råbende på vand og morfin. Portørerne havde travlt med at bære amputerede lemmer bort. Hvor er dog krig oprørende forfærdelig. | “ |

## Hjælpearbejde efter 1. verdenskrig
Tilbage i Danmark var Valborg Hjorth med til at opbygge de to danske krigsfangelejre, i Horserød og Hald ved Viborg, hvor man behandlede sårede soldater fra verdenskrigen. I 1920 arbejdede Valborg Hjorth i lazaretlejren ved Hald i Jylland, hvor lejren også var blevet ramt af den Spanske Syge. I denne lejr var der ca. 1700 plejekrævende fanger, og Hjorth varetog opgaven sammen med en enkelt anden, unavngiven sygeplejerske. De to skiftedes til at sove og passe de mange patienter. Hjorth skrev senere om opholdet i Hald at :
| „ | "det var en underlig følelse at sidde i sygebarakken om natten – som eneste kvinde – for åben dør – midt i en samling på 1.700 bolsjevikker." | “ |

## Tilbage på Bornholm
Efter 1. verdenskrig arbejdede Valborg Hjorth i 1920-1943 som oversygeplejerske på Blykobbe Tuberkulosesanatorium på Bornholm. Herefter gik hun på pension. Efter sin pensionering hjalp hun til med bogføring og korrespondance på Hjorths Fabrik. 
Valborg Hjorth forblev ugift.

## Dekorationer
For sit arbejde under 1. Verdenskrig blev hun dekoreret med følgende medaljer:
- Mindetegn for Dansk Krigsfangehjælp under 1. Verdenskrig
- Belgisk Røde Kors Fortjenstmedalje
- Det Estiske Frihedskors af 3. Klasse, 1. Grad
- Belgisk Mindemedalje for 1. Verdenskrig - Médaille Commemorative de la Campagne 1914-1918
- Estisk Røde Kors Medalje fra 1. Verdenskrig

## Efterladte arkiver og manuskripter
Valborg Sofie Hjorth efterlod sig et arkiv med korrespondance, manuskripter, avisudklip og fotografier, som i dag opbevares på Bornholms Museum (Museumssag BM 3594). Desuden findes en række fotografier og enkelte genstande på Dansk Sygeplejehistorisk Museum i Kolding. Erindringsmanuskriptet blev ikke udgivet i hendes levetid, men udgivet i bogform skrevet af museumsinspektør Jakob Seerup. Valborg demonstrerer i sin fortælling en evne til at være fordomsfri og rummelig i skiftende kulturer, en skarp iagttagelsesevne for kvindens position i datiden og en stor evne til at løse faglige problemstillinger.

## Gravsted
Valborg Hjorth er begravet i familiegravstedet på Rønne Kirkegård.